# Arsenic et Boutons de manchette
Pour les articles homonymes, voir Arsenic (homonymie).
Ne doit pas être confondu avec Arsenic et vieilles dentelles.
Arsenic et Boutons de manchette (The Magic Lantern Murders dans l'édition britannique, et The Punch and Judy Murders dans l'édition américaine) est un roman policier et un roman d'espionnage de John Dickson Carr publié pour la première fois en Angleterre en 1936 sous le pseudonyme de Carter Dickson. 
C'est le cinquième roman de la série mettant en scène le personnage de Sir Henry Merrivale. Bien qu'une édition britannique ait été publiée en 1936 sous le titre The Magic Lanterns Murders, c'est sous son titre américain que ce roman est généralement connu, puisque l'auteur a apporté quelques correctifs à l'édition américaine parue en 1937.
Le roman évoque les aventures de Kenneth Blake, jeune agent des services secrets britanniques, qui doit, la nuit précédant son mariage, cambrioler la maison inoccupée d'un homme qui connaît peut-être l'identité d'un espion (« L ») que le MI5 recherche. Mais Kenneth va jouer de malchance : sa « couverture » est vite grillée et plusieurs événements inattendus font faire à sa mission un tour inattendu. Les choses se corsent quand l'homme dont il devait cambrioler la maison est retrouvé mort, empoisonné à l'arsenic, et que le principal suspect de l’empoisonnement est à son tour retrouvé mort quelques heures après, dans une autre ville, selon le même modus operandi. Le tout, sur fond d'intrigue d'espionnage et d'un réseau de faux-monnayeurs récemment démantelé dont on retrouve l'un des faux-billets dans la maison de la première victime.
Le roman ne comporte aucune énigme de chambre close. En revanche elle propose une énigme liée aux conditions des deux meurtres : sachant que les deux victimes résident à plus d'une centaine de kilomètres l'une de l'autre, et qu'elles ont consommé la strychnine environ au même moment, avec un décès ayant eu lieu entre 22 h et minuit, comment l'assassin a-t-il pu commettre les deux crimes en un trait de temps si court ?
Concernant le titre, s'il y a eu double empoisonnement à l'arsenic, l'évocation des boutons de manchette dans la traduction française est peu adaptée : les boutons de manchette en question n'ont qu'un rôle très marginal dans le récit, à l'inverse de l’espion recherché et du faux-monnayage.

## Principaux personnages
- Victimes
  - Paul Hogenauer
  - Dr Keppel

- Enquêteurs
  - Kenwood Blake (narrateur) : agent des services secrets britanniques
  - Evelyn Cheyne : sa compagne et future épouse
  - Henry Merrivale : membre des services secrets britanniques
  - Henry Charters : chef de la police du Devon
  - Davis : policier chargé de surveiller Paul Hogenauer

- Autres personnages principaux
  - Lawrence Antrim : médecin
  - Mme Antrim : épouse du docteur Antrim
  - Bowers : secrétaire et homme à tout faire de Paul Hogenauer
  - Johnson Stoke : agent de liaison des services secrets américains

- Personnalité recherchée
  - « L » : espion allemand recherché par le MI5.

## Résumé
Le roman comporte 20 chapitres.

### Mise en place de l'intrigue
Chapitres 1 à 4.
Kenwood Blake, jeune espion des services secrets britanniques, doit épouser incessamment Evelyn Cheyne, sa belle collègue de travail. La veille des noces, il reçoit un télégramme de Sir Henry Merrivale qui lui intime l'ordre de se rendre à Torquay, sous l'alias de Robert Butler, pour cambrioler la demeure de Paul Hogenauer, soupçonné d'être un espion allemand ou, du moins, de se livrer à des expériences dangereuses pour la sécurité de l'État.  Ainsi, un soir, le sergent Davis, affecté à la surveillance du suspect, aurait été témoin de faits pour le moins troublants. En route pour le Devon, le jeune Blake se fait arrêter par la police et accuser de vol de voiture sur une plainte de... sir Merrivale ! Croyant à un traquenard, il réussit à s'échapper, mais après avoir pénétré par effraction dans la maison de Paul Hogenauer, il découvre le cadavre du savant, empoisonné à la strychnine et curieusement assis à son bureau, un fez sur la tête, devant quatre boutons de manchettes. 
Et voilà que sir Merrivale remet cela. Il contacte Blake par téléphone et lui ordonner de se rendre sans plus attendre à la chambre d'hôtel du Dr Keppel, le complice de Hoganauer. Mal en pris au jeune homme qui découvre un second cadavre dans de semblables circonstances.  Arrêté, il clame son innocence et exige la présence de sir Henry Merrivale.

### Enquête et aventures en lien avec le premier meurtre
Chapitres 5 à 10.

### Enquête et aventures (second meurtre)
Chapitres 11 à 18.
Le Dr Keppel est retrouvé mort dans une chambre d'hôtel à Bristol, à plus d'une centaine de kilomètres de l'endroit où réside Hogenauer. Keppel aurait été tué à la strychine à peu près au même moment que Hogenauer. Comment l'assassin a-t-il pu commettre les deux crimes en un trait de temps si court.

### Dénouement et révélations finales
Chapitres 19 et 20.
On apprend que c'est le colonel Charters qui a voulu tuer Hogenauer. Il a procédé à l'échange des produits chimiques, remplaçant du bromure par la strychine. Il n'avait pas prévu que Hogenauer remettrait une partie du produit à Keppel, lequel est mort « par voie de conséquence ».
Merrivale, qui aime bien le colonel, lui fait comprendre qu'il a compris son rôle et lui donne une heure avant de déclencher les poursuites. Merrivale fait constater à Ken et Evelyn que c'était le chef de la police du comté qui était l'auteur des meurtres !
Merrivale raccompagne Ken et Evelyn à Londres. Ils arrivent juste à temps à 11 h 30 devant l'église pour se marier : l'aventure aura seulement duré une douzaine d'heures intenses.

## Éditions
- Éditions originales en anglais
  - (en) Carter Dickson, The Magic Lanterns Murders, Londres, Heinemann, 1936 — édition originale britannique.
  - (en) Carter Dickson, The Punch and Judy Murders, New York, Morrow, 1937 — édition originale américaine.

- Éditions françaises
  - (fr) Carter Dickson (auteur) et Benoît- Fleury (traducteur), Arsenic et boutons de manchette [« The Punch and Judy Murders »], Paris, Hachette, coll. « L'Énigme », 1950, 252 p. (BNF 31909860)
  - (fr) John Dickson Carr (auteur) et Benoît- Fleury (traducteur), Arsenic et boutons de manchette [« The Punch and Judy Murders »], Paris, Librairie des Champs-Élysées, coll. « Le Masque no 1976 », 1989, 282 p. (ISBN 978-2-7024-1965-6, BNF 35070228)  La collection Le Masque publie la traduction originale dans une version revue et complétée.
  - (fr) John Dickson Carr (auteur) et Benoît- Fleury (traducteur), Arsenic et boutons de manchette [« The Punch and Judy Murders »], Paris, Librairie des Champs-Élysées, coll. « Le Club des Masques no 626 », 1993, 282 p. (ISBN 978-2-7024-2352-3, BNF 35590505)
  - (fr) John Dickson Carr (auteur) et Benoît- Fleury (traducteur) (trad. de l'anglais), Arsenic et boutons de manchette [« The Punch and Judy Murders »], « in » J.D. Carr, vol. 3 - Sir Henry Merrivale (1934-1937), Paris, Librairie des Champs-Élysées, coll. « Les Intégrales du Masque. », 1993, 1084 p. (ISBN 978-2-7024-2338-7, BNF 35585342) Ce volume omnibus réunit les romans suivants : La Maison de la peste, La Mort dans le miroir, La Maison du Bourreau, Les Meurtres de la licorne, Arsenic et Boutons de manchette

## Source bibliographique
- Roland Lacourbe, John Dickson Carr : scribe du miracle. Inventaire d'une œuvre, Amiens, Encrage, 1997, p. 77.